# Xiphidiopsis distincta
Xiphidiopsis distincta är en insektsart som beskrevs av Ludwig Redtenbacher 1891. Xiphidiopsis distincta ingår i släktet Xiphidiopsis och familjen vårtbitare. Inga underarter finns listade i Catalogue of Life.